# Up in a Puff of Smoke
«Up in a Puff of Smoke» es una canción interpretada por la cantante inglesa Polly Brown. Fue publicada el 5 de julio de 1974 como un sencillo sin álbum.

## Antecedentes
El dúo de compositores conformado por Gerry Shury y Ron Roker había admirado la voz de Polly Brown por sus grabaciones de Pickettywitch. Shury, que había arreglado el lanzamiento del álbum homónimo de Brown en 1972, la describió como una mezcla “entre Diana Ross y Dionne Warwick”. En 1974, Shury y Roker hicieron que Brown grabara el tema neo-Motown «Up in a Puff of Smoke». En la misma sesión, Brown, con Roker como co-vocalista, grabó una versión de la canción de ABBA «Honey, Honey», que fue lanzada bajo el nombre de Sweet Dreams.

## Recepción de la crítica
Un escritor no especificado de la revista Cash Box consideró que el sencillo capturó la voz valiente de Brown, viéndose acentuada por una hábil instrumentación y coros. En una reseña contemporánea en su columna New on the Charts, la revista Billboard consideró la canción como “pop inglés contemporáneo típicamente elegante, con un ritmo insistente y una voz picante que recuerda los primeros cruces de artistas de Motown como Diana Ross”.

## Lista de canciones
Todas las canciones escritas y compuestas por Gerry Shury y Phillip Swern.
1. «Up in a Puff of Smoke» – 3:20
2. «I'm Saving All My Love» – 2:55

## Posicionamiento

### Gráfica semanal
| Gráfica (1974–75)                          | Pico de posición |
| ------------------------------------------ | ---------------- |
| Australia (Kent Music Report)              | 22               |
| Canadá (RPM Top Singles)                   | 11               |
| Canadá (RPM Pop Music Playlist)            | 36               |
| Estados Unidos (Billboard Hot 100)         | 16               |
| Estados Unidos (Cash Box Top 100 Singles)  | 16               |
| Nueva Zelanda (Recorded Music NZ)          | 13               |
| Reino Unido (Record Mirror Top 50 Singles) | 43               |

### Gráfica de fin de año
| Gráfica (1975)           | Pico de posición |
| ------------------------ | ---------------- |
| Canadá (RPM Top Singles) | 112              |